# BH Canum Venaticorum
BH Canum Venaticorum eller HR 5110, är en dubbelstjärna i mellersta delen av stjärnbilden Jakthundarna. Den har en kombinerad skenbar magnitud av ca 4,91 och är svagt synlig för blotta ögat där ljusföroreningar ej förekommer. Baserat på parallaxmätning inom Hipparcosuppdraget på ca 21,9 mas, beräknas den befinna sig på ett avstånd på ca 149 ljusår (ca 46 parsek) från solen. Den rör sig bort från solen med en heliocentrisk radialhastighet på ca 6 km/s.

## Egenskaper
Primärstjärnan BH Canum Venaticorum A är en gul till vit underjättestjärna av spektralklass F2 IV, som har förbrukat förrådet av väte i dess kärna och rör sig bort från huvudserien. Den har en massa som är ca 1,5 solmassa, en radie som är ca 2,6 solradier och har ca 19 gånger solens utstrålning av energi från dess fotosfär vid en effektiv temperatur av ca 6 600 K.
BH Canum Venaticorum är en spektroskopisk dubbelstjärna med en omloppsperiod på 2,6 dygn och ett omloppsplan som är orienterat nästan face-to-face mot jorden. Det kan betraktas som en semidetached binär av Algol-typ.

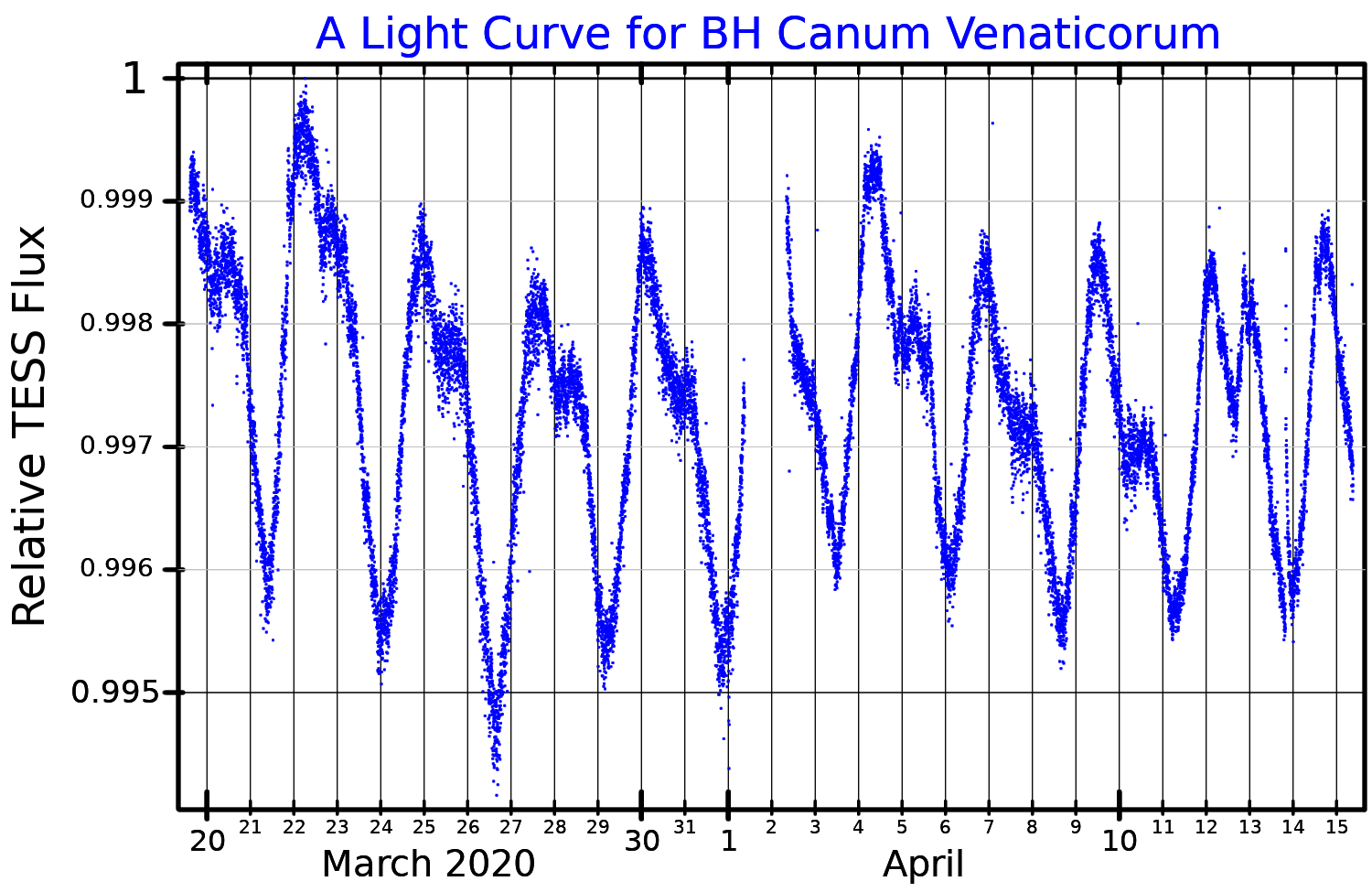
Ljuskurva för BH Canum Venaticorum, ritad från TESS-data

BH Canum Venaticorum klassificeras som en RS Canum Venaticorum-variabel, främst på grund av kromosfärisk aktivitet hos följeslagaren, BH Canum Venaticorum B. Denna stjärna har spektralklass K0 IV, som anger att den är en underjättestjärna av spektraltyp K med en massa av 0,8 solmassa och en radie av 3,4 solradier. Baserat på den snäva separationen av paret och följeslagarens klassificering, fyller den senare förmodligen sin roche-lob. Denna stjärna är troligen källan till radioemissionen från konstellationen, och inriktningen av denna signal överensstämmer med en polär stjärnfläck.